# Coeliccia nigrohamata
Coeliccia nigrohamata – gatunek ważki z rodziny pióronogowatych (Platycnemididae).